# Bullacephalus jacksoni
Bullacephalus jacksoni è un terapside estinto, appartenente ai burnetiamorfi. Visse nel Permiano medio (circa 268 - 263 milioni di anni fa) e i suoi resti fossili sono stati ritrovati in Africa.

## Descrizione
Questo animale, come tutti i burnetiamorfi, era dotato di bizzarre protuberanze ossee sul cranio. Il cranio di Bullacephalus era insolitamente corto e robusto rispetto agli altri membri del gruppo, ed era lungo circa una quindicina di centimetri. L'animale intero doveva essere lungo circa un metro. 
Bullacephalus era caratterizzato da una sorta di carena mediana lunga e bassa nella parte anteriore del muso, e da due piccole ma robuste escrescenze ossee arrotondate poste sopra le orbite, le quali erano di piccole dimensioni. Bullacephalus era inoltre dotato di creste nella zona occipitale particolarmente spesse (fenomeno di pachiostosi) e che andavano a percorrere tutto il margine posteriore del cranio. 

## Classificazione
Bullacephalus era un membro dei burnetiamorfi, un gruppo di terapsidi arcaici caratterizzati da un notevole ispessimento di alcune zone del cranio e da alcune protuberanze simili a corna. In particolare, sembra che Bullacephalus fosse un membro basale del clade Burnetiidae, affine a Pachydectes. 
Bullacephalus jacksoni venne descritto per la prima volta nel 2003, sulla base di resti fossili rinvenuti in Sudafrica, in terreni risalenti alla fine del Permiano medio, nella cosiddetta "Tapinocephalus Assemblage Zone".